# 1917 (szám)
Az 1917 (római számmal: MCMXVII) az 1916 és 1918 között található természetes szám.

## A matematikában
A tízes számrendszerbeli 1917-es a kettes számrendszerben 11101111101, a nyolcas számrendszerben 3575, a tizenhatos számrendszerben 77D alakban írható fel.
Az 1917 páratlan szám, összetett szám. Kanonikus alakja 33 · 711, normálalakban az 1,917 · 103 szorzattal írható fel. Nyolc osztója van a természetes számok halmazán, ezek növekvő sorrendben: 1, 3, 9, 27, 71, 213, 639 és 1917.
Az 1917 huszonnyolc szám valódiosztóösszeg-függvényeként áll elő, ezek közül legkisebb az 5739.